# Majsai Károly
Majsai Károly (Hódmezővásárhely, 1955. január 26. –) paralimpiai ezüst-, és bronzérmes, világbajnoki ezüstérmes, kétszeres Európa-bajnok magyar asztaliteniszező, papíripari mérnök.

## Élete
8 hónapos korában megfertőzte a járványos gyermekbénulás (Heine-Medin). Akkoriban még nem volt elérhető védőoltás, ezért a kór következtében jobb lába maradandóan sérült. Később gyermekkorát Szalkszentmártonon töltötte szüleivel, nővérével és nagyszüleivel.
Gyermekkorában meglehetősen sokat szenvedett az elfogadás hiánya miatt. Minden áron be szerette volna bizonyítani, hogy kutya baja. Az asztaliteniszbe egy nyaraláson keresztanyja vezette be általános iskolás korában. Rövid időn belül bajnok lett. Sokáig kitartott amellett, hogy "épek" között sportoljon. Idővel rájött, hogy a sérülését nem tudja feledtetni és el kellett ezt fogadnia. Azóta lélekben is sokkal kiegyensúlyozottabb.

## Sportpályafutása
1972-től kezdődően játszott versenyszerűen, egészen 2019-ig. Egy időben az egészséges asztaliteniszezők magyar ranglistáján benne volt az első kétszáz között. A magyar férfi asztalitenisz ekkoriban élte fénykorát, körülbelül harmincötezer igazolt versenyzővel. A magyar mozgássérült válogatottba 1982-be lépett be, Tauber Zoltánnal való találkozása után. Ő ajánlotta fel neki, hogy csatlakozzon a mozgássérült csapathoz, ezt először elutasította, majd a családja noszogatására mégis elfogadta.
Összesen négy paralimpián szerzett két érmet (egy ezüst és bronz), két Európa-bajnoki címet, illetve hét érmet, világbajnokságon pedig második, és harmadik helyet. Legjobban a szöuli játékokat élvezte, itt meglepetésből előadott egy koreai népdalt, amit a helyiektől tanult.
Egy 90-es években adott interjúban úgy nyilatkozott: "Az asztalitenisz nem csupán sport, hanem szerelem is." A versenyszerű asztaliteniszezést csak 2019-ben fejezte be, NBIII, Budapest-csoportjában.

## Tanulmányai, oktatói tevékenysége
1973-ban a Than Károly Vegyipari Szakközépiskolában papíripari szakon végzett. Ezt követően felvételizett a Könnyűipari Műszaki Főiskolára. Később a  Soproni
Egyetem Papíripari szakán okleveles papíripari mérnök végzettséget is szerzett. 
1979 és 2005 között a Könnyűipari Műszaki Főiskolán szakoktatóként tanított a Papíripari Tanszéken. Pályafutása alatt egy munkatársaival benyújtott ötletet szabadalmaztattak is. 

## Családja
A tanári pálya befejezése után XVI. kerületi családi házukba vonult vissza, ahol feleségével és két gyerekével él. Manapság új hobbija, a kertészkedés teszi ki mindennapjait. 

## Eredményei

### Olimpiák
- 1984 – New York (Amerikai Egyesült Államok) – ezüstérem álló, L4-es kategória, csapat
- 1988 – Szöul (Dél-Korea) – bronzérem álló, TT6-os kategória, csapat

### Világbajnokságok
- 1986? – Dijon – ezüstérem
- 1986? – Dijon – bronzérem

### Európa-bajnokságok
- 1983 – Ingolstadt – ezüstérem, egyéni
- 1983 – Ingolstadt – ezüstérem, csapat
- 1983 – Ingolstadt – bronzérem, nyílt
- 1985 – Delden – Európa-bajnok, páros
- 1985 – Delden – bronzérem, egyéni
- 1991 – Salou – Európa-bajnok, L4-es kategória, egyéni
- 1995 – Hillerod – ezüstérem álló, L4-es kategória, csapat
- 1995 – Hillerod – bronzérem álló, L4-es kategória, egyéni

### Nemzetközi versenyek
- 2003 – „Szlovákiai Open” Ezüstérem Álló, L4-es kategória, csapat
- 2003 – „7th Alukor Cup” Ezüstérem Álló, L4-es kategória, csapat

### Csapatbajnokságok
- Budapest I/A osztályú csapatbajnokság: 1972-1982. Pénzügyőr SE

## Díjai, elismerései
- 16. kerületi Erzsébetligeti Uszoda homlokzatán elhelyezett olimpiai emléktábla
- Szent-Györgyi Albert Általános Iskola diák sportegyesületének elnöke (2015-)